# 대한민국 검찰청법
검찰청법은 검찰청의 조직, 직무범위 및 인사 기타 필요한 사항을 규정하는 법으로 모두 7장 54조 및 부칙으로 구성되어 있다.

## 주요 내용
- 제1장 - 총칙
  - 제8조 (법무부장관의 지휘·감독)
    - 법무부장관은 검찰사무의 최고 감독자로서 일반적으로 검사를 지휘·감독하고, 구체적 사건에 대하여는 검찰총장만을 지휘·감독한다.

- 제2장 - 대검찰청
- 제3장 - 고등검찰청
- 제4장 - 지방검찰청 및 지청
- 제5장 - 제5장 검사
- 제6장 - 검찰청직원
- 제7장 - 사법경찰관리의 지휘·감독
  - 제53조 (사법경찰관리의 의무)
    - 삭제 (2011.7.11)

- 부칙

### 논란이 되는 조항
- 제8조
  - 2005년 10월, 천정배 법무부 장관이 1948년 건국 이후 최초로 법무부장관의 검찰 수사지휘권을 행사하여 강정구 교수의 국가보안법 위반 혐의에 대해 불구속 수사할 것을 검찰에 지시하여 논란이 되었다.

- 제53조
  - 경찰의 검찰로부터의 독립을 둘러싸고 검찰과 경찰이 서로 반대 의견을 보이고 있다.

## 제정 및 개정

### 건국 초
- 1948년 8월 2일 제정
- 1949년 12월 20일 새로 제정

### 현재
- 1986년 12월 31일 제정
- 1988년 12월 31일 개정(검찰청장 임기, 중임 불가)
- 1993년 3월 10일 개정(검사의 직급)
- 1995년 1월 5일 개정(검찰청의 설치와 관할구역)
- 1995년 8월 4일 개정
- 1997년 1월 13일 개정(검찰의 정치적 중립 조항 신설)
- 1997년 12월 13일

## 같이 보기
- 검사 동일체의 원칙